# جورج ر. غاردينر
جورج ر. غاردينر هو شخصية أعمال كندي، ولد في 25 أبريل 1917 في تورونتو في كندا، وتوفي في 7 ديسمبر 1997 في كاليدون في كندا.